# Alcock Tarn
Der Alcock Tarn ist ein See im Lake District, Cumbria, England. Der See liegt am Butter Crag unterhalb des Heron Pike östlich des Ortes Grasmere. Der Alcock Tarn wurde bis Ende des 19. Jh. als Butter Crags Tarn bezeichnet. Da ein Herr Alcock aus Grasmere ihn dann mit einem kleinen Damm aufstaute, um Forellen in ihn einzusetzen, wechselte er dann seinen Namen.
Der See hat einen unbenannten Abfluss, der ihn mit dem River Rothay in Grasmere verbindet.